# Antime e Silvares (São Clemente)
Antime e Silvares (São Clemente) (oficialmente: União de Freguesias de Antime e Silvares (São Clemente)) é uma freguesia portuguesa do município de Fafe, com 5,57 km² de área e 1940 habitantes (censo de 2021). A sua densidade populacional é 348,3 hab./km².

## História
Foi constituída em 2013, no âmbito de uma reforma administrativa nacional, pela agregação das antigas freguesias de Antime e São Clemente de Silvares e tem a sede no Bairro de Antime.

## Demografia
A população registada nos censos foi:
| Distribuição da População por Grupos Etários | Distribuição da População por Grupos Etários | Distribuição da População por Grupos Etários | Distribuição da População por Grupos Etários | Distribuição da População por Grupos Etários | Distribuição da População por Grupos Etários |
| -------------------------------------------- | -------------------------------------------- | -------------------------------------------- | -------------------------------------------- | -------------------------------------------- | -------------------------------------------- |
| Antes da agregação                           |                                              |                                              |                                              |                                              |                                              |
| Ano                                          | 0-14 anos                                    | 15-24 anos                                   | 25-64 anos                                   | >= 65 anos                                   | Total                                        |
| 2001                                         | 360                                          | 310                                          | 1204                                         | 266                                          | 2140                                         |
| 2011                                         | 278                                          | 240                                          | 1180                                         | 348                                          | 2046                                         |
| Após a agregação                             |                                              |                                              |                                              |                                              |                                              |
| Ano                                          | 0-14 anos                                    | 15-24 anos                                   | 25-64 anos                                   | >= 65 anos                                   | Total                                        |
| 2021                                         | 209                                          | 203                                          | 1050                                         | 478                                          | 1940                                         |